# Park Narodowy Morrocoy
Park Narodowy Morrocoy (hiszp. Parque nacional Morrocoy) – park narodowy w Wenezueli położony w stanie Falcón. Został utworzony 26 maja 1974 roku i zajmuje obszar 320,9 km². W 2005 roku został zakwalifikowany przez BirdLife International jako ostoja ptaków IBA. Na północy graniczy z rezerwatem przyrody Refugio de Fauna Silvestre de Cuare wpisanym w 1991 roku na listę konwencji ramsarskiej.

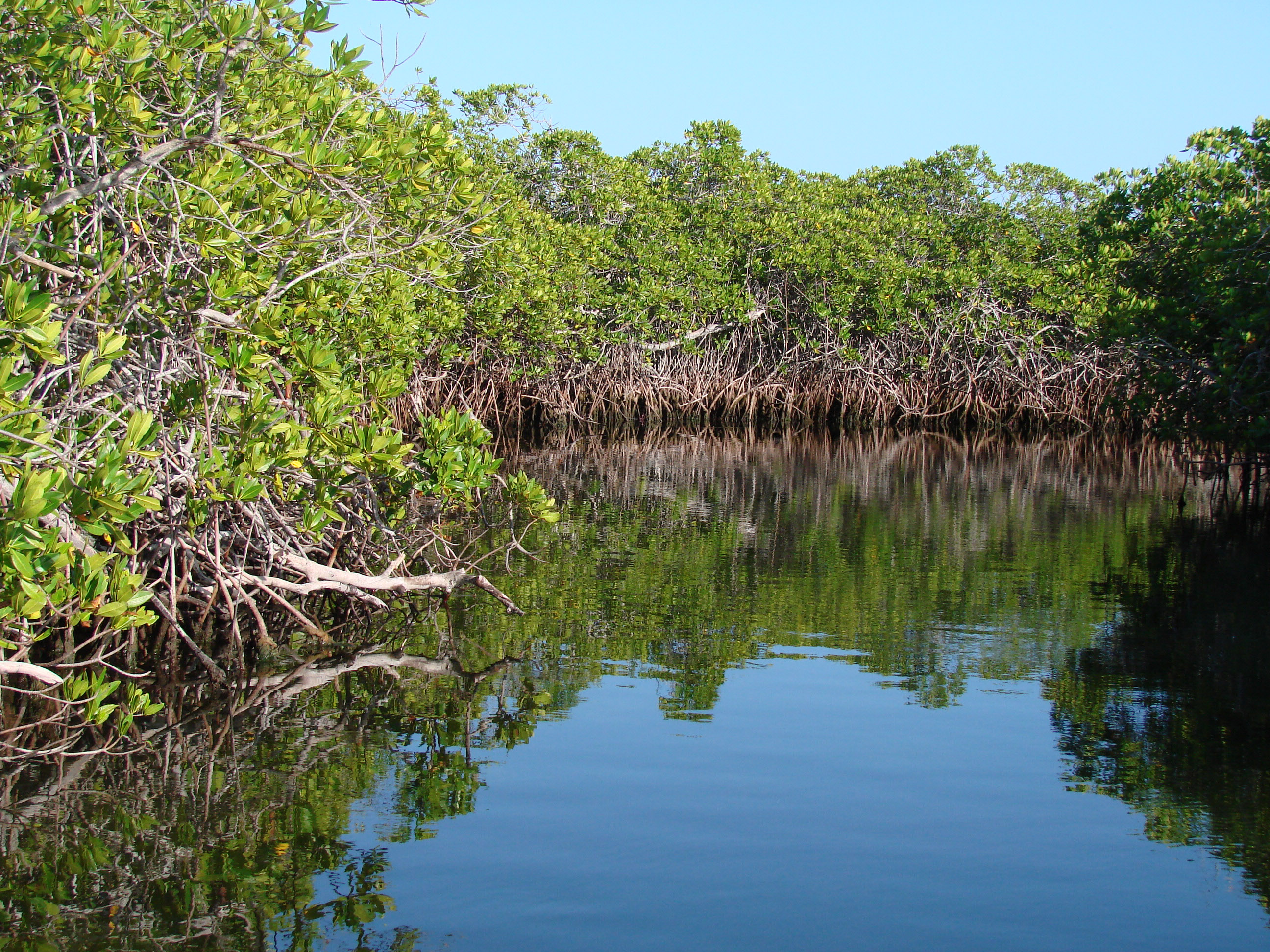
Las namorzynowy w parku

## Opis
Park znajduje się nad Morzem Karaibskim. Obejmuje obszar morski (północna część zatoki Golfo Triste) z dużą liczbą wysp (m.in.: Borracho, Punta Gorda, Los Muertos, Peraza, Pelón, Sombrero, Pescadores i Punta Brava) oraz pagórkowate wybrzeże (najwyższy punkt wynosi 285 m n.p.m.). W morzu występują małe rafy koralowe. Wybrzeże pokrywają lasy namorzynowe i tropikalny las suchy.
Średnia roczna temperatura w parku wynosi +26,5 °C. a roczne opady od 1000 do 1800 mm.

## Flora
Lasy namorzynowe w parku tworzą głównie: Rhizophora mangle, Conocarpus erectus, Laguncularia racemosa i Avicennia nitida. W tropikalnym lesie suchym rosną m.in.: brosimum darzymlecznia, Talisia princeps, Astronium graveolens, Brownea macrophylla, Bursera simaruba, Lonchocarpus violaceus, Myrospermum frutescens i Platymiscium diadelphum. Występują tu też takie gatunki endemiczne jak Justicia falconensis, Aspilia falconensis, Phthirusa maritima i Pitcairnia steyermarkii.
Na wyspach roślinność jest bardzo uboga. Rosną tu m.in.: soliród krzaczasty, Sesuvium portulacastrum, Batis maritima i kokkoloba gronowa. W płytkich obszarach morskich występuje Thalassia testudinum.

## Fauna
W parku zarejestrowano 349 gatunków ptaków. Są to zagrożony wyginięciem (EN) wodnik wenezuelski, narażone na wyginięcie (VU) derkaczyk rdzawoboczny i ara zielona, a także m.in.: rybołów, kamusznik, biegus karłowaty, amazonka wenezuelska, amazonka żółtogłowa, ibis szkarłatny, ibis biały, fregata wielka, flaming karmazynowy, warzęcha różowa, pelikan brunatny, kormoran oliwkowy i czubacz żółtoguzy.
Ssaki tu żyjące to m.in.: mazama ruda, mulak białoogonowy, ocelot wielki, szop krabożerny, wyjec rudy i tamandua południowa.
W parku występuje wiele gadów, wśród których wyróżniają się żółwie morskie, takie jak krytycznie zagrożony wyginięciem (CR) żółw szylkretowy, zagrożony wyginięciem (EN) żółw jadalny, narażone na wyginięcie (VU) karetta i żółw skórzasty. Żyje tu też narażony na wyginięcie (VU) krokodyl amerykański.